# Yuli-Yoel Edelstein
Yuli-Yoel Eldestein (in ebraico יולי יואל עדלשטיין‎?; in russo Ю́лий Ю́рьевич Эдельште́йн?, Julij Jur'evič Ėdel'štejn; in ucraino Ю́лий Ю́рійович Едельште́йн?, Julyj Jurijovyč Edel'štejn; Černivci, 5 agosto 1958) è un politico israeliano, membro del partito Likud. Uno dei più eminenti Refusenik dall'Unione Sovietica, è stato Presidente della Knesset dal 2013 al 2020.

## Biografia
Nato a Černivci in Unione Sovietica (ora in Ucraina), si interessò molto all'apprendimento della lingua ebraica (suo padre si convertì al cristianesimo e divenne un prete ortodosso). Nel 1984 fu arrestato per possesso di droghe. Trascorse tre anni e mezzo in condizioni difficili in un campo di lavoro e fu gravemente ferito in un incidente sul lavoro. È stato rilasciato nel 1987 ed è potuto emigrare in Israele. 
Dopo la sua emigrazione in Israele (aliyah), si interessò alla politica: divenne membro del Partito Nazionale Religioso (Mafdal) e vice-presidente del Zionist Forum. Poi Edelstein fondò il partito Yisrael BaAliyah assieme al celebre dissidente sovietico Nathan Sharansky. Eletto alla Knesset nel 1996, fu Ministro dell'Aliyah e dell'Integrazione dal 1996 al 1999 per il partito Yisrael Ba'aliyah nel I Governo Netaniahu; rieletto in parlamento nel 1999, dal 2001 al 2003 fu viceministro dell'immigrazione nel Governo Sharon. Dopo la fusione del suo partito nel Likud, venne rieletto parlamentare nel 2003. Pur sconfitto nel suo seggio alle elezioni del 2006, fu ripescato nel febbraio 2007 succedendo a un compagno di partito. Rieletto nel 2009, ricoprì la carica di Ministro dell'Informazione e della Diaspora dal 2009 al 2013. In seguito alle elezioni del 2013, fu eletto Presidente del Parlamento israeliano, dalla cui carica si dimette il 25 marzo 2020.
Eldestein risiede a Herzliya, è vedovo e padre di due figli. Sua moglie Tanya è morta di cancro all'età di 63 anni.  Vive nell'insediamento israeliano di Newe Daniel, che appartiene al blocco di insediamenti Gush Etzion nella Cisgiordania occupata.